# Bahnhof Senzu
Der Bahnhof Senzu (jap. 千頭駅, Senzu-eki) ist ein Bahnhof auf der japanischen Insel Honshū, betrieben von der Bahngesellschaft Ōigawa Tetsudō. Er befindet sich in der Präfektur Shizuoka auf dem Gebiet von Kawane-honchō.

## Beschreibung
Senzu ist ein doppelter Kopfbahnhof am Übergang von der Ōigawa-Hauptlinie zur Ikawa-Linie. Im regulären Personenverkehr werden auf der Ōigawa-Hauptlinie täglich neun Regionalzüge nach Kanaya angeboten. Hinzu kommen das ganze Jahr über täglich mehrere Sonderzüge mit historischen Fahrzeugen nach Shin-Kanaya, für die eine Reservationspflicht besteht. Auf der Ikawa-Linie verkehren täglich fünf Zugpaare nach Ikawa und zurück. Der Bahnhofsvorplatz ist Endstation zweier Buslinien zu Orten in der näheren Umgebung.
Der Bahnhof steht im Ortsteil Senzu am rechten Ufer des Flusses Ōi. Die Anlage ist von Süden nach Norden ausgerichtet und besitzt 18 Gleise. Die der Ōigawa-Hauptlinie vorbehaltenen Gleise 1 bis 4 enden stumpf an zwei Mittelbahnsteigen, der überdachte Querbahnsteig ist an das Empfangsgebäude angebaut. Das abgewinkelte Gleis 5 ist Ausgangspunkt der Ikawa-Linie und verfügt über einen Seitenbahnsteig mit Unterstand. Die übrigen Gleise dienen als Abstellanlage für die umfangreiche Sammlung historischer Fahrzeuge, da beim Betriebswerk in Shin-Kanaya der Platz dafür nicht ausreicht. Ebenfalls vorhanden ist eine Drehscheibe. Zwar sind beide Bahnstrecken miteinander verbunden, doch ist im Personenverkehr aufgrund unterschiedlicher Lichtraumprofile kein durchgehender Betrieb möglich und die Fahrgäste müssen in Senzu stets umsteigen.
Dauerhaft ausgestellt wird die nicht betriebsfähige Dampflokomotive Nr. 49616 der JNR-Klasse 9600, die einst auf Hokkaidō im Einsatz war.

## Geschichte
Am 1. Dezember 1931 eröffnete die Ōigawa Tetsudō den Bahnhof Senzu, zusammen mit dem in Aobe beginnenden letzten Abschnitt der Ōigawa-Hauptlinie. Die Elektrizitätsgesellschaft Ōigawa Denki (später in der Chūbu Denryoku aufgegangen) nahm am 20. März 1935 die Strecke von Senzu nach Sawama in Betrieb. Dieser erste Abschnitt der Ikawa-Linie besaß zunächst eine Spurweite von 762 mm, erhielt aber bereits am 19. November 1936 ein Dreischienengleis, sodass auch kapspurige Züge verkehren konnten.
Die schmalere Spurweite wurde vorerst beibehalten. Dadurch konnten die Züge der in Sawama abzweigenden Senzu-Waldbahn direkt nach Senzu fahren, um den Holzverlad auf Güterzüge der Ōigawa Tetsudō zu erleichtern. Diese Bahngesellschaft übernahm am 1. August 1959 auch auf der Ikawa-Linie die Betriebsführung, die Strecke ist aber weiterhin in Besitz der Chūbu Denryoku. Nach der Stilllegung der Senzu-Waldbahn im Jahr 1969 entfernte man das Dreischienengleis.

## Bilder

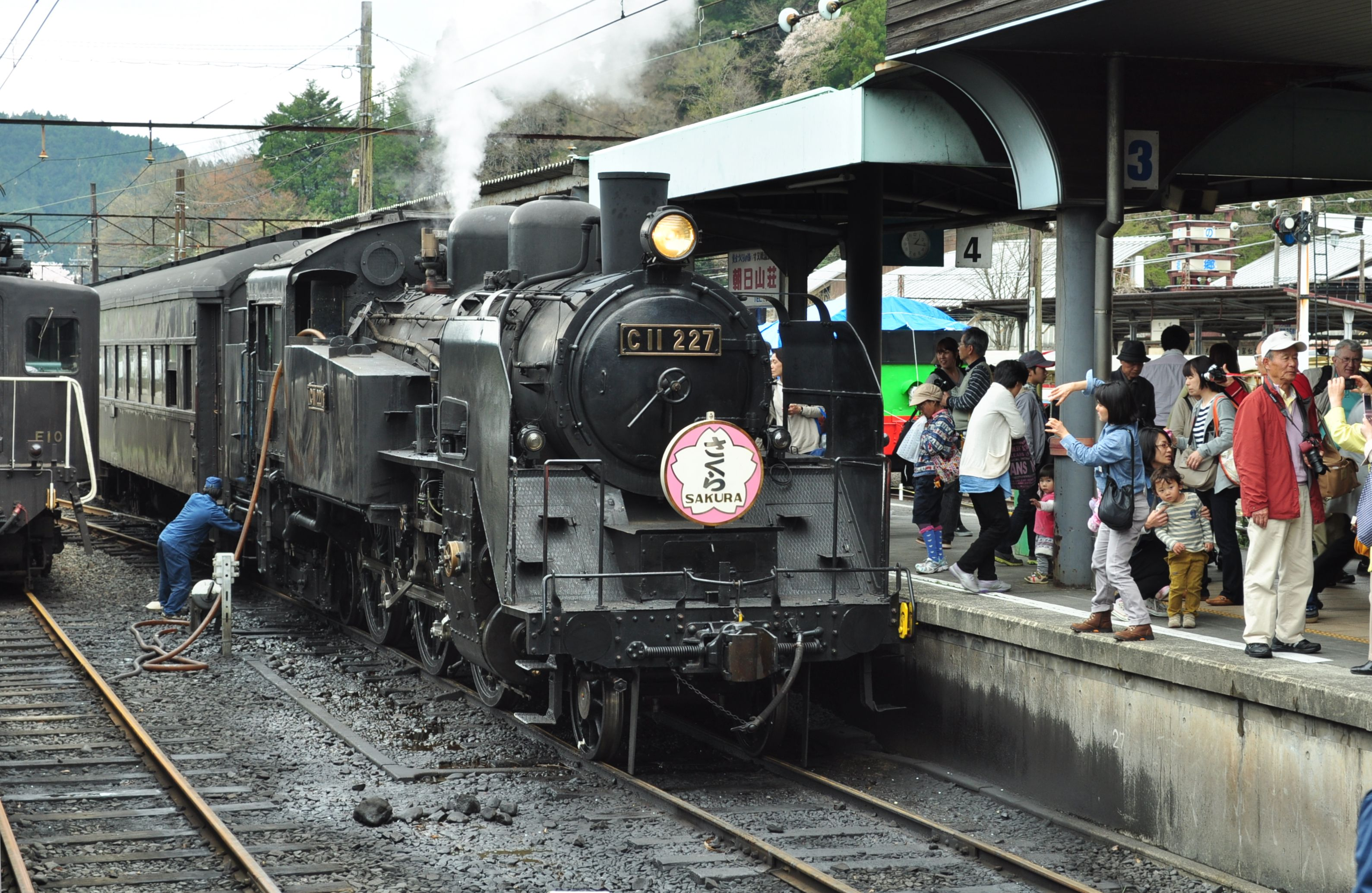
Dampfzug am Bahnsteig der Ōigawa-Hauptlinie
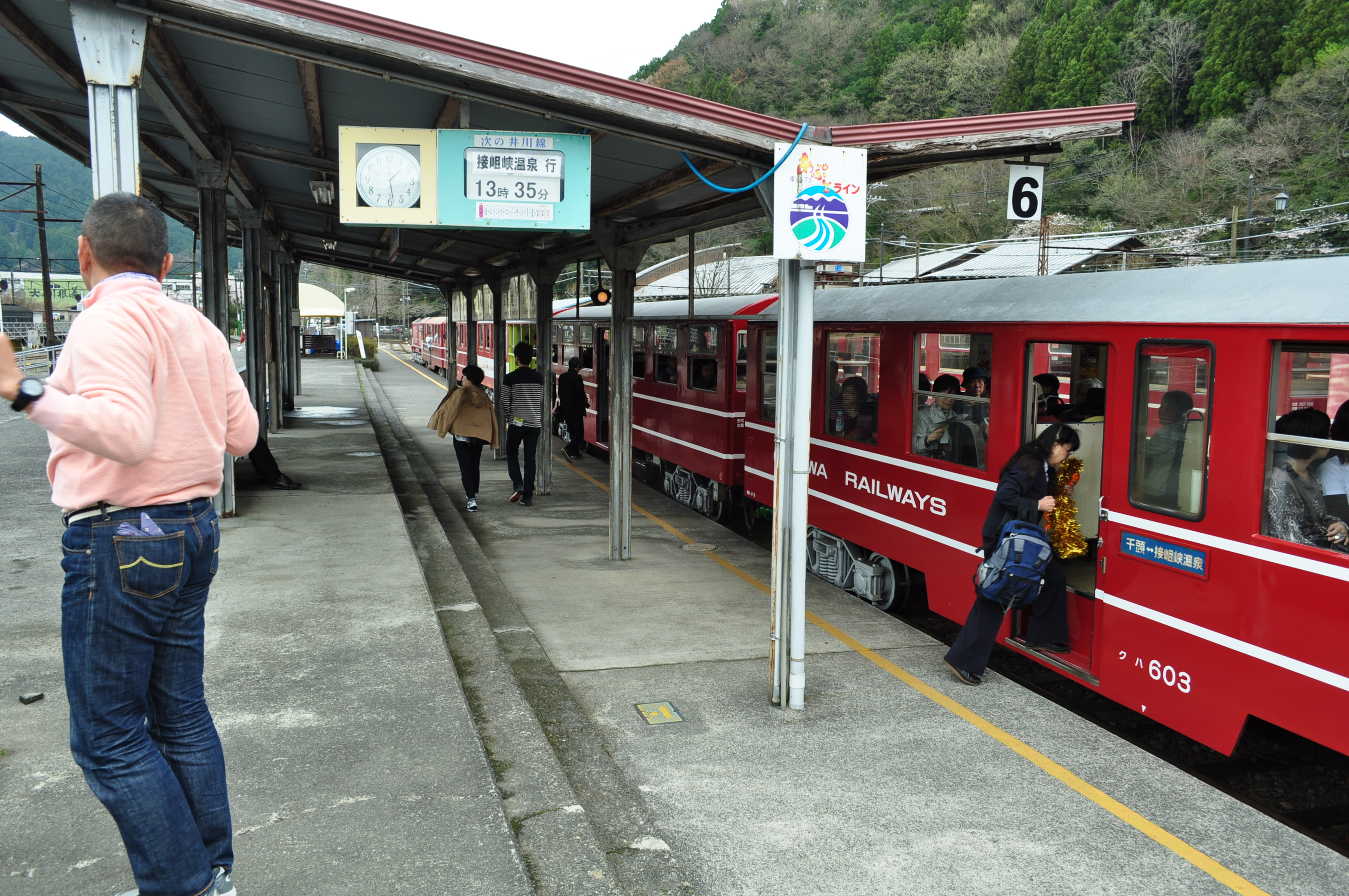
Bahnsteig der Ikawa-Linie
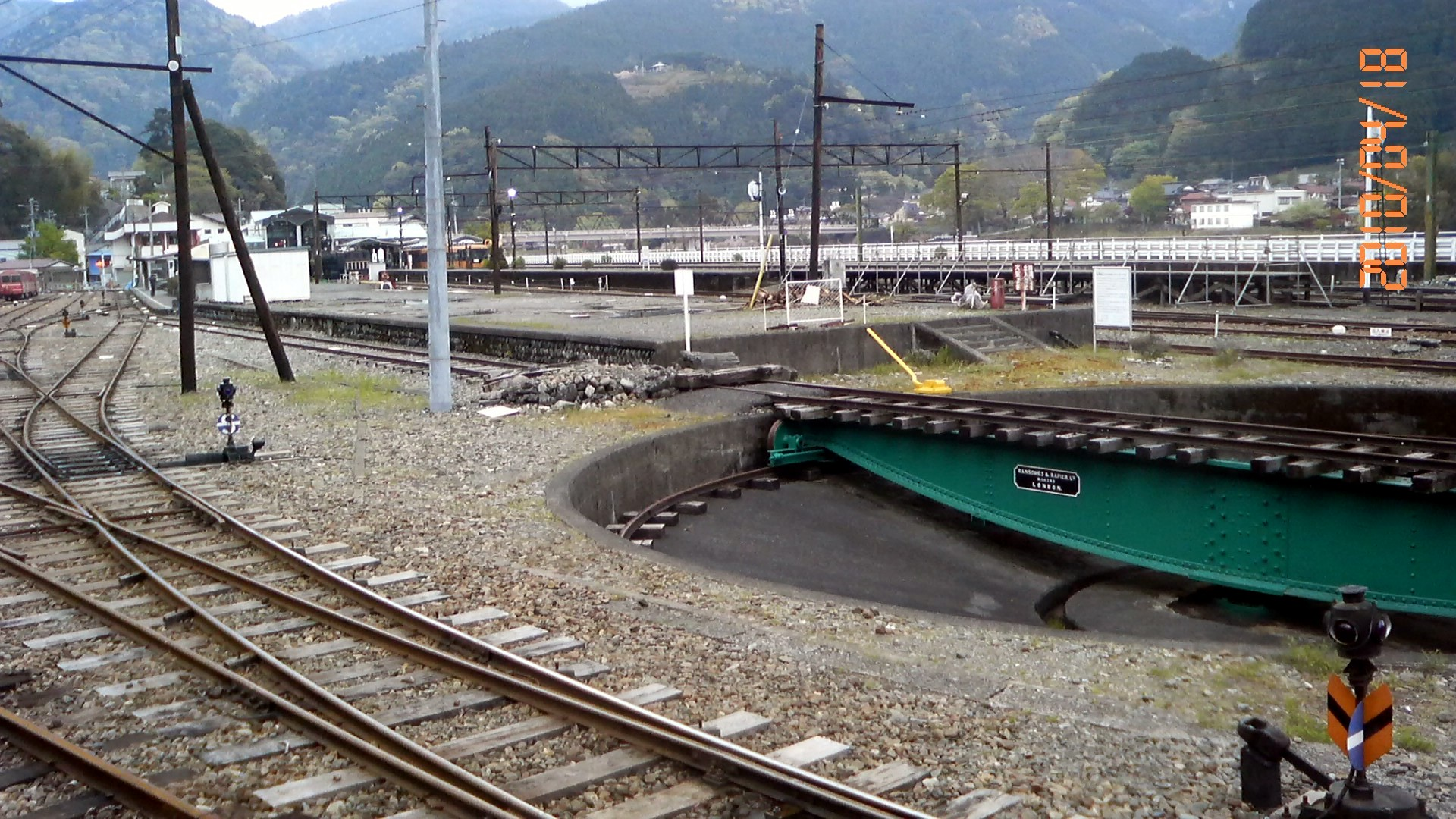
Abstellanlage und Drehscheibe
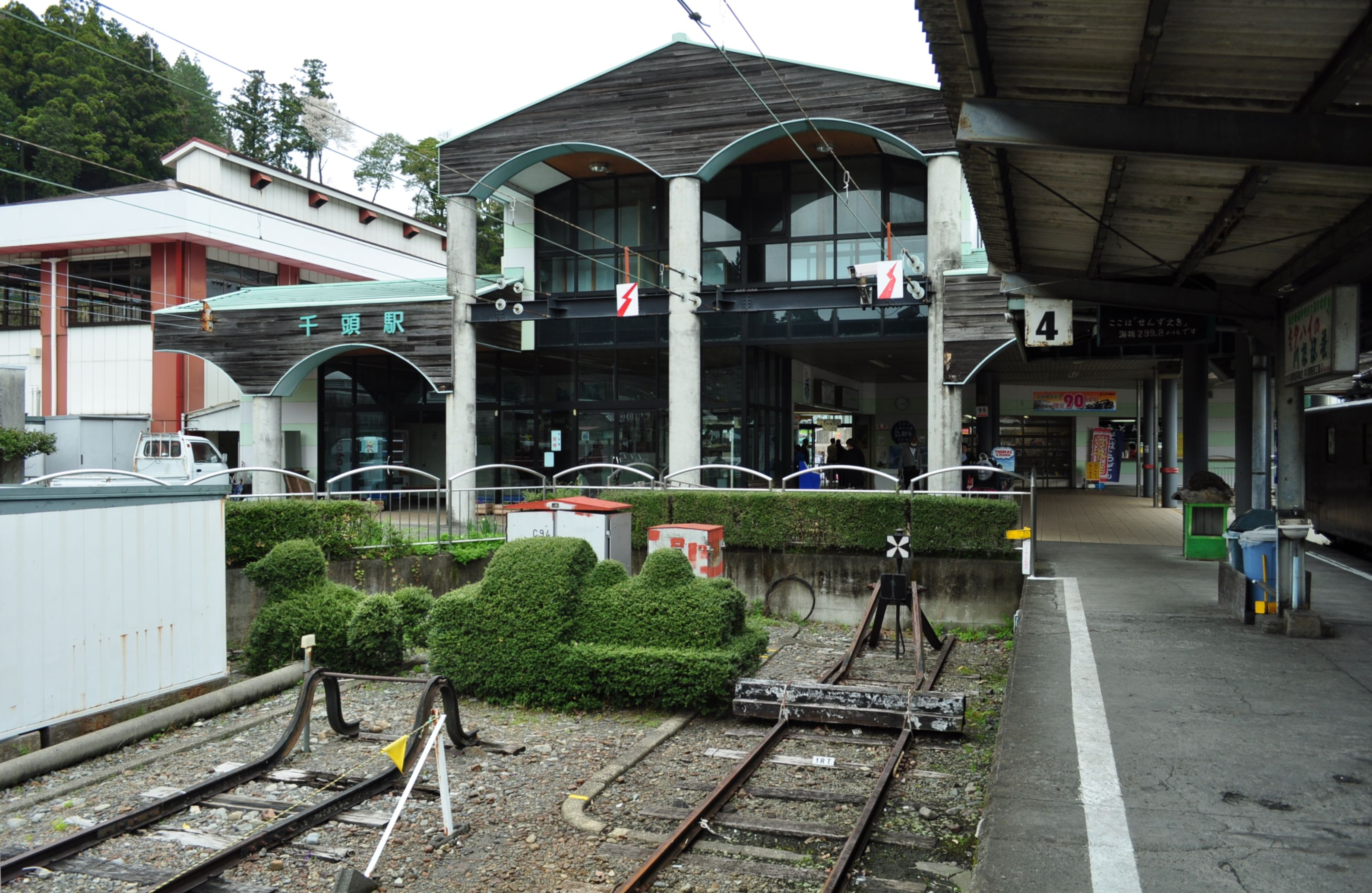
Ende der Ōigawa-Hauptlinie
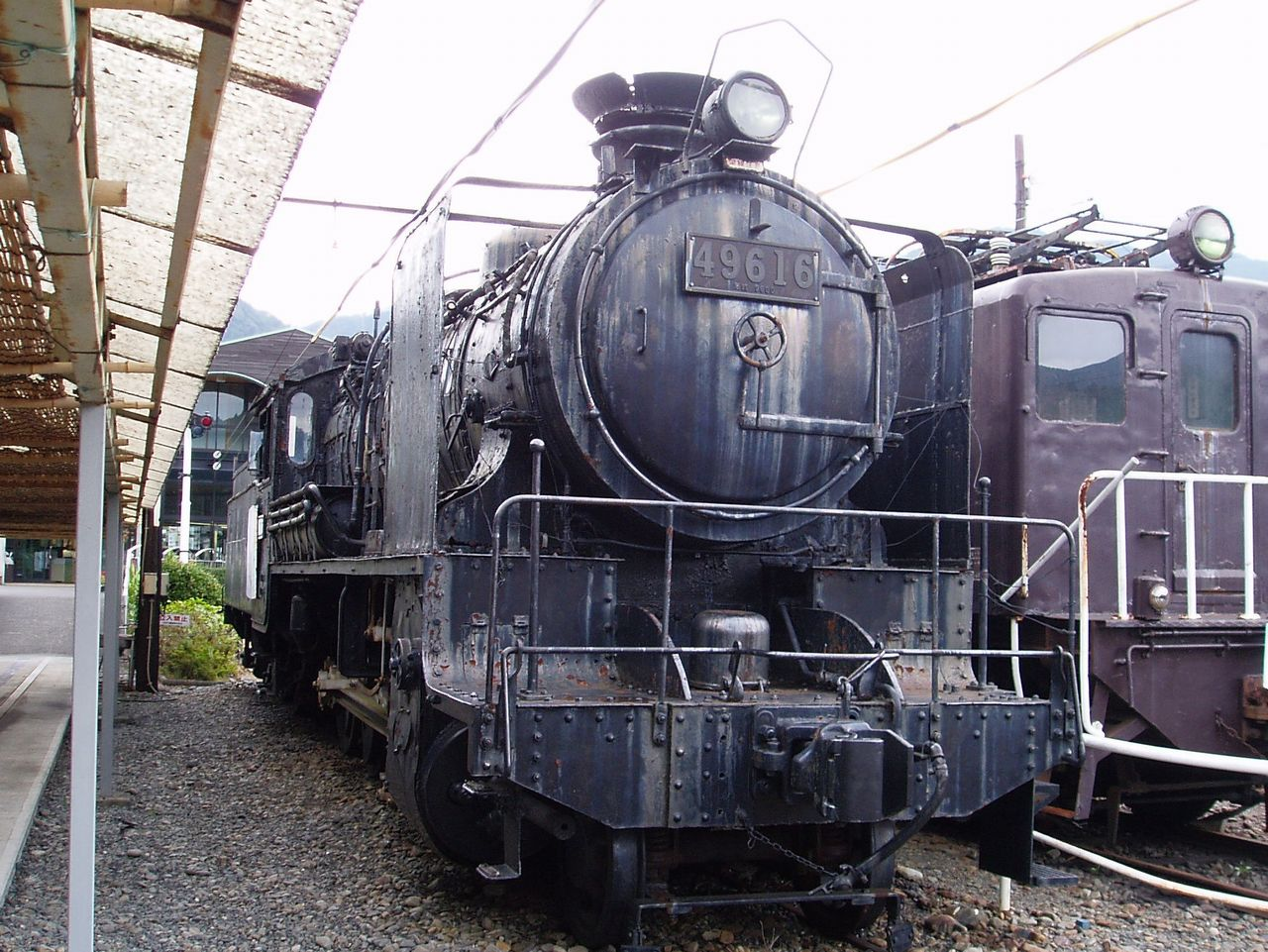
Dampflok Nr. 49616